# Mati
Mati je řeka v severní Albánii na území krajů Dibrë a Lezhë. Je 115 km dlouhá. Povodí má rozlohu 2 441 km².

## Průběh toku
Pramení v pohoří Čermenika v okrese Mat v kraji Dibrë. Na horním toku protéká dnem úzké soutěsky, poté dolinou s četnými rozšířeními a na dolním toku bažinatou přímořskou nížinou. Ústí do Drinského zálivu Jaderského moře mezi městy Lezhë and Laç.

## Vodní stav
Průměrný roční průtok v ústí je 103 m³/s

## Využití
Po řece se splavuje dřevo. U vesnice Ulza se nachází vodní elektrárna a přehradní nádrž (Liqeni i Ulzës). Níže po toku se nachází ještě menší přehradní nádrž (Liqeni i Shkopetit).